# Metridia discreta
Metridia discreta is een eenoogkreeftjessoort uit de familie van de Metridinidae. De wetenschappelijke naam van de soort is voor het eerst geldig gepubliceerd in 1947 door Farran.